# Manastir sv. Ivana Teologa
Manastir sv. Ivana Teologa, poznat i kao Manastir sv. Ivana Blaženika (grčki: Μονή Αγίου Ιωάννου του Θεολόγου, Moní Ayíou Ioánnou tou Theológou) je grčki pravoslavni manastir koji je osnovan 1088. godine u gradu Chorá, na otoku Pátmosu, otočje Dodekanez. God 1999., upisan je na UNESCO-ov popis mjesta svjetske baštine u Europi kao mjesto gdje je sv. Ivan napisao svoje Evanđelje po Ivanu i Knjigu otkrivenja. 

## Povijest
God. 1088., bizantski car Aleksije I. Komnen je poklonio otok Patmos vojniku-svećeniku Ivanu Kristodoulosu koji je sljedeće tri godine gradio manastir na mjestu starogrčkog hrama božice Artemide. Jedan od blokova s hrama je pretvoren u prijestolje sv. Ivana u glavnoj crkvi (katholikon) i bogato je ukrašeno reljefima u 12. stoljeću. Zbog konstantne opasnosti od turskih pirata, manastir je utvrđen visokim i debelim zidinama, bastionima i tornjevima. Od 1453. godine, Patmos je, poput drugih grčkih otoka, morao plaćati danak turskom sultanu.
Lokalitet je bio mjesto hodočašća i prije osnivanja manastira posvećenog "Božjem voljenom učeniku" koncem 10. stoljeća, a manastir, koji dominira otokom, sa svojom slavnom knjižnicom je postao središtem pravoslavnog nauka. God. 1132., manastir je dobio carski status koji je morao braniti opat Leontios protiv cara Manuela I. Komnena.
God. 1647., monasi iz ovog manastira su posjetili Rusiju i caru Alekseju I. Mihajloviču su darovali dio relikvija sv. Lazara i kamen s Gospinim likom (za koji se vjeruje kako je dar anđela iz vremena kada je sv. Ivan pisao svoje evanđelje) koji se od tada čuva u moskovskoj Katedrali navještenja (Moskovski Kremlj). God. 1774., Patmos je okupirala ruska flota i jedan časnički bodež iz tog doba se čuva u mastirskom muzeju.
Do 18. stoljeća u manastiru je bilo na stotine monaha, a danas ih ima tek oko 40 koji obavljaju vjersku službu svaki dan od 3 do 6 sati.
Stari grad Chorá, u njegovom podnožju, također sadrži mnoge važne vjerske, ali i svjetovne građevine.

## Knjižnica manastira
Manastirska knjižnica posjeduje veliku zbirku rukopisa i ranih tiskanih knjiga. Još u 12. stoljeću zabilježeno je 330 rukopisa (267 na pergameni i 63 na papiru), ali se zbirka nastavila širiti. U popisu inventara 1335. godine zabilježena su ne samo teološki spisi, nego i mnogo filozofskih knjiga autora kao što su Ksenofont, Sofoklo, Diodor sa Sicilije, Platon i drugi. Najstariji rukopis je datiran u 5. stoljeće.
Danas je ona jedna od najvećih kršćanskih knjižnica s tisućama rukopisa (194 iz bizantskih vremena), 11 inkunabula, 1.200 tiskanih knjiga (od 16. do 18. stoljeća) i nekoliko tisuća modernih.

## Galerija
- Greek orthodox Priests at Monastery of Saint John's
- Greek orthodox Priests at Monastery of Saint John's
- Men at Monastery of Saint John's during Easter Celebrations
- Woman with Candle at Monastery of Saint Johns during Easter Celebrations
- Orthodox Priests enter the Monastery of Saint Johns